# Silokerk

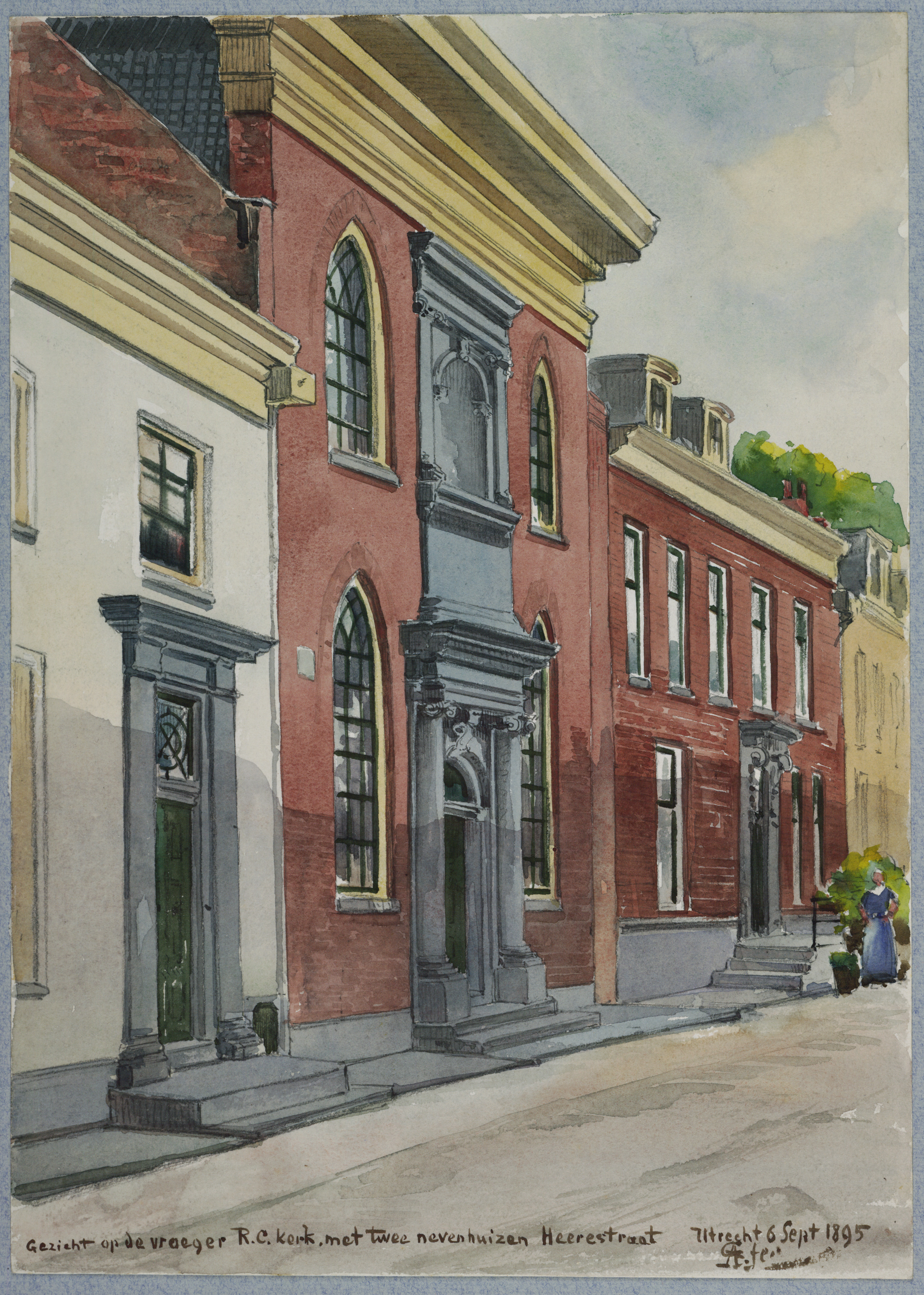
Voorgevel van de Silokerk in 1895. Aquarel van Anthony Grolman.

De Silokerk is een kerkgebouw aan de Herenstraat (no.34-36) in Utrecht. Het is een voormalige rooms-katholieke schuilkerk. In 1636 ontstond om de hoek in de Jeruzalemstraat een statie van de Augustijnen, die in 1821-1822 door een nieuw bescheiden bedehuis met voorgevel aan de Herenstraat werd vervangen. Nog geen twee decennia later verruilden de Augustijnen dit gebouw voor een nieuw volwaardig neoclassicistisch kerkgebouw aan de Oudegracht, de in 1839-1840 naar plannen van Karel Georg Zocher gebouwde St.Augustinuskerk. Hun oude kerkgebouw werd in 1841 overgedragen aan de pastoor van een seculiere statie die tot dan toe gevestigd was aan de Dorstige Hartsteeg, en vervolgens verbouwd. In 1877 betrok de inmiddels tot parochie verheven statie de door Alfred Tepe ontworpen nieuwe neogotische St.Willibrordkerk aan de Minrebroederstraat. De oude kerk diende vervolgens als magazijn, tot het pand in 1923 aan de baptistengemeente werd overgedragen. Na een brand in 1956 werd de kerk in sterk gewijzigde vorm herbouwd.